# コマツナ
コマツナ（小松菜、学名: Brassica rapa var. perviridis）とは、アブラナ科アブラナ属の野菜の1種である。冬菜（フユナ）、鶯菜（ウグイスナ）とも呼ばれる。冬場が旬のビタミン、鉄分、カルシウムが豊富な緑黄色野菜で、関東・東京地方での生産量が多い。江戸時代から栽培されてきた東京の小松川界隈が発祥の漬け菜で、クセがなく様々な料理に使え、正月の関東風の雑煮に欠かせない。和名「コマツナ」は、この小松川地区の地名から名前がついた関東地方を代表する菜っ葉である。主に冬に食べる葉物野菜として重宝される。

## 名称と来歴

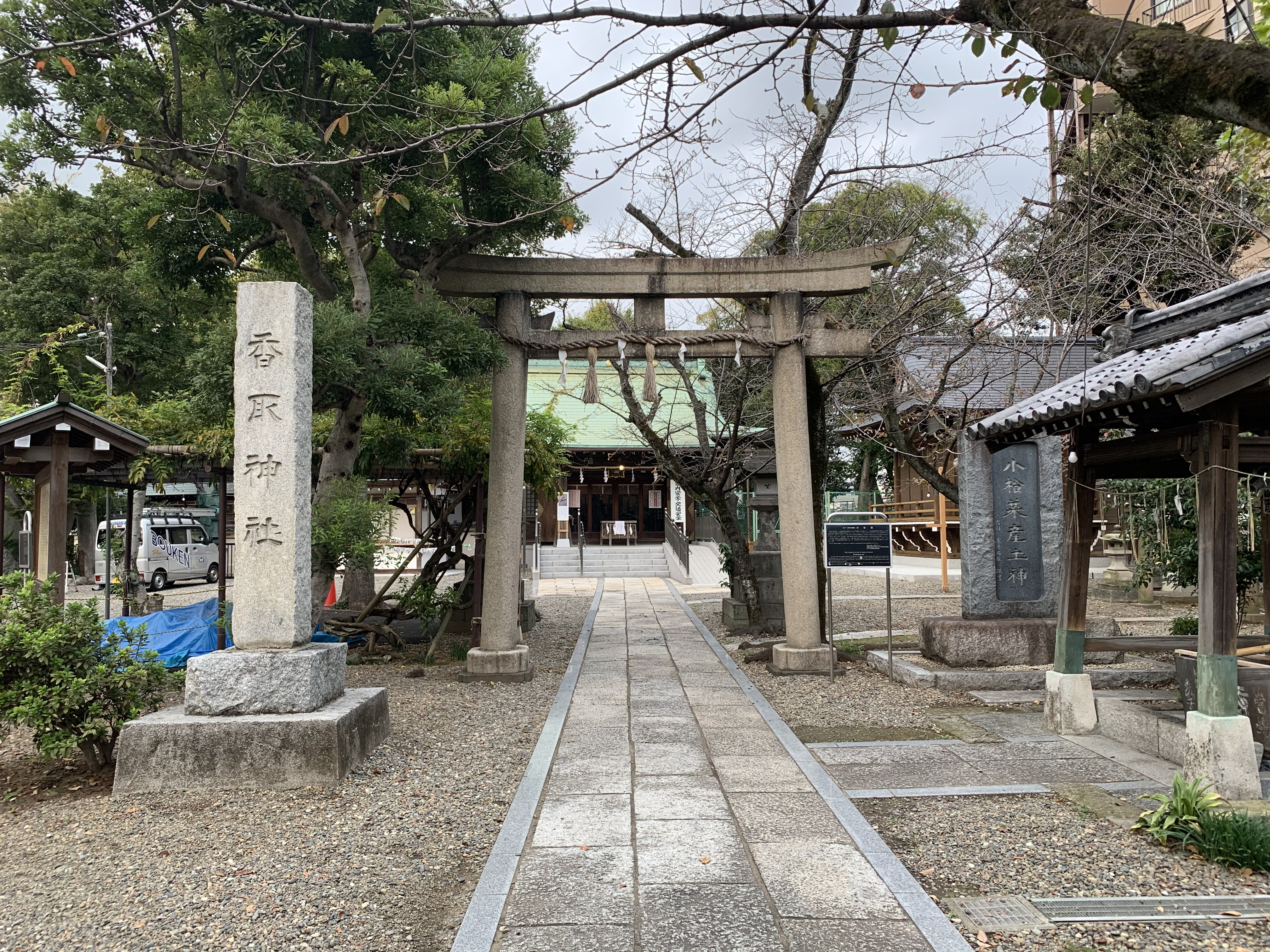
小松菜発祥の地とされる香取神社（東京都江戸川区中央）。「小松菜産土神」の碑がある。

コマツナは、ツケナ類（野沢菜、チンゲンサイなど、アブラナ科の非結球葉菜の総称）の一種で、江戸時代初期に現在の東京都江戸川区小松川付近で、ククタチナ（茎立ち）を品種改良して栽培され始めたと言われている。
小松川地区にある香取神社には小松菜の由来が伝わる。1719年（享保4年）、江戸幕府8代将軍・徳川吉宗が鷹狩りで西小松川を訪れ、そこで食事をする際に香取神社が選ばれ、時の神主亀井和泉守永範が接待したが、これといった食材もなかった。そこで餅のすまし汁に青菜を彩りに添えたところ、吉宗はこの青菜を気に入り、神社のある地名から小松菜と命名したという。また、一説には5代将軍・徳川綱吉によって名付けられたという説も伝えられている。

## 特徴
コマツナは、関東・東京を代表する漬け菜の一種で、通年流通しているが、旬を迎える冬の時期は、葉の緑色が濃くなり食味もよくなる。葉は丸みがあり、表は濃い緑色で、裏はやや緑色が薄い。寒さに強い性質で、霜に当たると葉に糖分をためて甘味が増す。早生品種や晩生品種があり、栽培は周年化されている。近縁種が多く、新潟県の女池菜（めいけな）や、福島県の信夫菜（のぶおな）などの地方品種もある。菜の花の仲間であり、生長すると黄色い十字型の花が咲く。
- 縮み小松菜 - 葉にちりめん状のしわが入った改良品種。食感よく甘味もあり、お浸し、炒め物に向く[5]。
- ジャンボ小松菜 - 標準的なコマツナよりも大きく、長さは40 - 50センチメートル (cm) にもなる[5]。青臭さは少なく、シャキシャキした歯ごたえがある[5]。
- ごせき晩生小松菜 - 1950（昭和25）年より育種を開始、1963（昭和38）年発売の歴史を持つ固定品種。JA東京中央会によって江戸東京野菜に認定[9]。
- 城南小松菜 - 明治時代中期より栽培されている固定品種。世田谷区、目黒区、大田区等の
城南の暖地向き。JA東京中央会によって江戸東京野菜に認定[10]。。
- うぐいす菜 - コマツナやカブを早どりしたもの。春のウグイスの鳴くころに、春まきしたものを収穫したのでこの名がある。会席料理の汁物、炊き合わせなどに使われる[8]。
- 千宝菜 - バイオ技術によって、コマツナとキャベツを掛け合わせて作られた葉野菜。葉は緑色が濃くて厚みがあり、和・洋・中華料理を問わず様々に使える[8]。

## 生産地
江戸時代に江戸で栽培が始まった経緯もあり、コマツナは関東・東京地方で古くから親しまれてきた野菜である。東京都では、コマツナの栽培が始まった江戸川区以外でも、葛飾区、足立区、八王子市、武蔵村山市、町田市、府中市、立川市など、生産の盛んな地域が目立つ。ただ、東京都以外の栽培地としては、埼玉県、神奈川県、千葉県といった東京近郊（首都圏）が目立っていた。しかし、その後、大阪府・兵庫県・愛知県・福岡県などの日本各地の大都市近郊でも盛んに生産されていった。
2019年度産の統計では、日本全国の年間生産量は11万4900トン (t) 、作付面積は7300ヘクタール (ha) である。都道府県別の生産量上位は、1位が茨城県（20,400 t）、2位は埼玉県（14,300 t）、3位は福岡県（12,000 t）、4位東京都（8,270 t）、5位群馬県（6,920 t）と続き、関東・東京地方を中心として多い。流通が多い時期は冬の1 - 2月が多く、秋の10月もよく出回る。

## 栽培
コマツナは暑さにも寒さにも強く、半日陰でもよく育ち、プランターでも簡単に栽培できる。栽培適温は15 - 25度、発芽適温は15 - 30度。収穫までの栽培日数は、秋冬まきは80日から90日かかるのに対し、夏は20数日程と短い。
作型は春まきで初夏に収穫する方法と、秋まきで中秋から春先まで収穫する方法がある。秋まきは9月下旬にはじめに種まきをして、10日から2週間ごとに3 - 4回に分けてまくと長い期間収穫できる。種まきは春から秋までできるが、最もつくりやすいのは秋まきで、春まきの場合では薹（とう）が立ちにくい品種を選ぶようにする。植え替えには弱いため、苗はつくらず直接畑に種をまいて栽培する。肥料を好む性質で、畑は日当たりと水はけを良くし、種まきの3週間前までに完熟堆肥をすき込んで有機物を多く含む肥えた土に育て、追肥もしっかりと与え、生育に合わせて少しずつ間引き収穫しながら育てていく。
輪作年限は1 - 2年とされる。連作は不可で、同じ畑では3 - 4年は空けるようにする。
栽培難度は易しく、比較的病害や連作障害が少ないため、家庭菜園でも育てやすいが、害虫に食べられやすい。

### 栽培方法
種まきは、狭い場所なら全面的にばらまき、広い場所であれば幅70センチメートル (cm) ほどの畝に、溝をつけて2列に筋まきするか、あるいは株間15 cmほどとして、1か所に5 - 6粒の点まきにする。種をまいたら、種が見えなくなる程度に薄く覆土する。11月以降も種まきはできるが、種をまいてから寒冷紗をベタ掛けするするなどの防寒対策が必要になる。
間引きは葉が触れ合わない程度まで行うようにする。最初の間引きは本葉が2枚のときに行い、2回目は本葉4枚、3回目は本葉5 - 6枚の時に行う。タイミングが重要で、間引きが遅れると徒長して軟弱に生育する。間引きをしたら土寄せと、液肥・ぼかし肥・鶏糞などで追肥を行う。種まき30日後から、急にたくさんの肥料を吸収するため、カルシウム分が多い肥料で追肥を行うとよいとされる。冬に霜に当たるとコマツナは甘みを蓄えるようになる。春まで収穫するときは、霜が降りるころから寒冷紗でトンネル掛けするとよい。
株の草丈が20 - 30 cmほどに大きくなったら、必要に応じて間引きしながら収穫をする。時期にもよるが、種まきから3 - 4週ほどで収穫できるようになる。途中に出る間引き葉も食用に利用できる。収穫方法は、株の下の方を持って、株元から引き抜いて収穫する。収穫後は、鶏糞かぼかし肥をひとつかみほど株のまわりに追肥して、土寄せか増し土をしておくとよいといわれている。
種をとる場合、収穫せずにそのまま畑に放置しておくと春には薹（とう）が立ち、菜花が咲く。さらに花が枯れて、さやに実が入るまでおき、6月ごろに枯れ始めたころ刈り取って、干して乾燥させると種がとれる。ハクサイ、カブなど他のアブラナ科アブラナ属の作物と交雑しやすいので、注意する必要がある。
一般家庭でも、深さが20 cm以上あるコンテナ（プランター）や鉢などを活用して、苗床を作れば栽培できる。土壌改良は、完熟堆肥を平米当たり5キログラム (kg) 以上入れると良い。
害虫は青虫やアブラムシに食べられやすく、特に夏の栽培ではアブラムシがつきやすい。

## 利用
コマツナは一年中流通しているが、食材としての本来の旬は冬（12 - 3月）で、関東・東京地方ではハクサイと共に冬の野菜の代表格とされる。葉は厚みがあって緑色が濃くて瑞々しく、黄色いものが混じっていないもの、茎は育ちすぎてかたくないもので根元がしっかり太いものが市場価値の高い良品とされる。
東京風の雑煮には欠かせない野菜の1つである。ホウレンソウ（ヒユ科）と似た使い方をされることが多いものの、あっさりした味わいと手軽さから、ホウレンソウより用途は広く、灰汁（あく）が少ないため、下茹でをしなくても炒めたり、煮たりする調理に使え、どんな調理法でも食べやすい野菜とされる。
主に和食料理に使われ、味噌汁などの汁の実、鍋料理に入れられる他、おひたし、和え物、炒め物、漬物など幅広く使用される。コマツナは江戸時代から関東・東京で栽培された「冬菜」として認知されているので、関東・東京地方では正月の雑煮にも使われる。味噌や醤油だけでなくバターやクリームとの相性も良く、洋風にも調理できる。
調理するときは、根の部分を切り落として、葉と茎を切り分けてざく切りにして使うのが一般的である。加熱するときは、火が通りにくい茎から調理を始めるとよいとされる。コマツナの菜の花（ナバナ）は、花が開いてしまうとえぐみが出てくるため、蕾のうちに食する方が良いとされている。
また、日本ではコマツナの種子が安定して入手でき、栽培が容易で生育が速いことなどから、成長試験（肥料効果の評価）や発芽試験（堆肥の腐熟度評価）に常用されている。

### 栄養
生葉の可食部100グラム (g) あたりの熱量は14キロカロリー (kcal) 、水分量は約94%で、炭水化物は2.4 g、たんぱく質1.5 g、灰分1.3 g、脂質0.2 gが含まれる。コマツナは緑黄色野菜で、豊富なβ-カロテン、ビタミンC、カルシウム、鉄、カリウム、食物繊維が含まれ、その栄養価の高さがよく知られている。寒い時期に育ったコマツナは、葉の厚みも増して糖分やビタミンCの含有量が増えて味も充実する。カロテンやビタミンCの含有量はホウレンソウとほぼ同等であるが、中でもカルシウムの含有量は群を抜いており、ケールに次ぐ量で、ホウレンソウの約4倍もの量を含んでいる。ミズナやチンゲンサイなどと並び、カルシウム摂取に効果的な野菜の代表例としてしばしば挙げられる。
コマツナに多いカロテンとビタミンCには強い抗酸化作用があり、動脈硬化の抑制やがんの予防の働きが知られる。カルシウムは、歯や骨を丈夫にし、心臓の筋肉を正常に働かす役割をもつ。またカリウムは余分な塩分を排出して高血圧を抑制する効果、鉄は貧血の予防効果があるとされる。その他、骨の形成を促すビタミンK1が多く、造血ビタミンといわれる葉酸なども多い。

### 保存
- 冷蔵：2日か3日程度
- 冷凍：1ヵ月程度

コマツナは比較的傷みが早い野菜で、蒸れると葉が黄ばんだり、べとついてくる。そのため収穫または購入してから2日か3日以内で使い切ることが望ましい。
すぐに使わないときや、使い切れなかった場合は、濡れた新聞紙などで根元を包んで、ビニール袋に入れて保湿対策をして冷蔵する。長期保存する場合は、硬めに茹でてから使いやすい長さに切り、水気をよく切って荒熱をとり、タッパーやラップなどで密封して冷凍保存する。